# Oliókminsk
Oliókminsk (en ruso: Олёкминск, romanizado: Oliókminsk [ɐˈlʲɵkmʲɪnsk]; en yakuto: Өлүөхүмэ, romanizado: Ölüöxümə) es una ciudad de Rusia, perteneciente a la República de Saja. Está situada en la ribera izquierda del río Lena, unos kilómetros antes de su confluencia con el río Oliokma, a unos 530 kilómetros al sudoeste de la capital, Yakutsk. La ciudad es el centro administrativo del raión del mismo nombre.

## Historia
En 1636, un pueblo fortificado (ostrog) fue creado por una compañía de cosacos comandada por Piotr Beketov (1610-1656) en la desembocadura del río río Oliokma. Posteriormente la colonia se trasladó a un lugar mejor ubicado, lejos de las inundaciones. La ciudad, situada entre dos importantes ríos navegables sirvió como punto de partida para la expansión de Rusia hacia el Amur y más tarde se convirtió en un centro administrativo y comercial en la ruta que lleva hasta Yakutsk.
En 1783, Oliókminsk se hizo con la jefatura del lugar y en 1822 pasó al óblast de Yakutsk. Dos decembristas, Nicolás Tchichov y Andrei Andreyev, estuvieron bajo arresto domiciliario en la ciudad. En 1897 había 120 casas y 26 yurtas, dos iglesias, un hospital de ocho camas, una escuela confesional y dos otras escuelas. Una exposición se celebra una vez al año.

## Galería

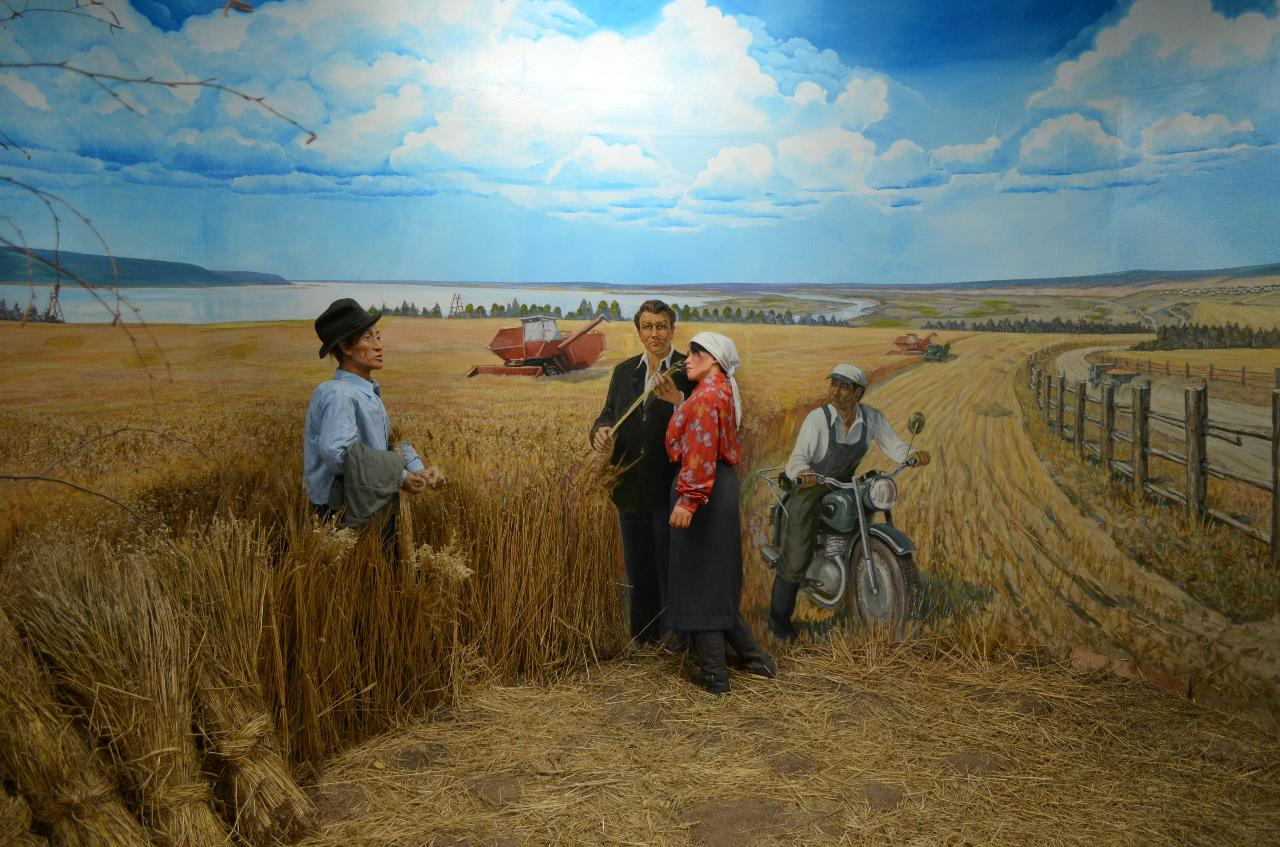
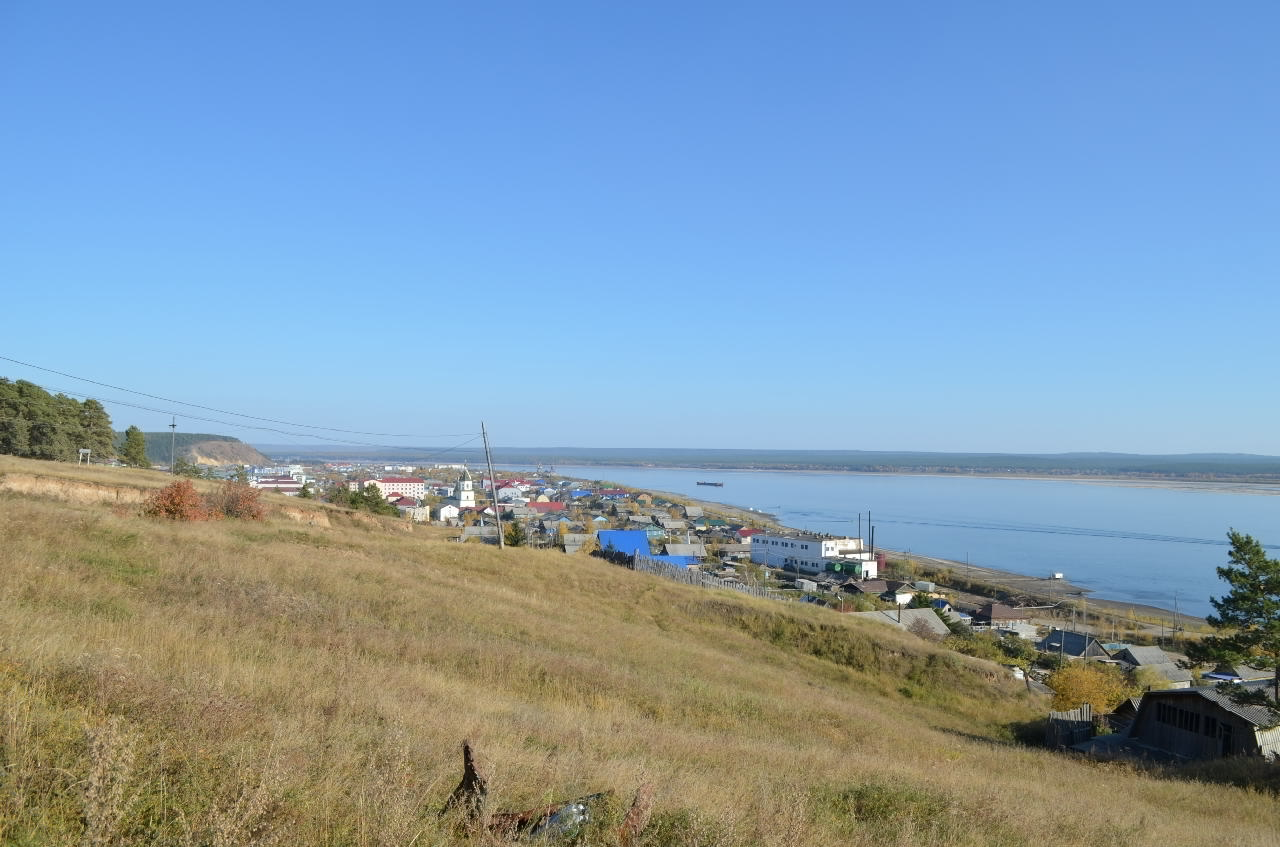
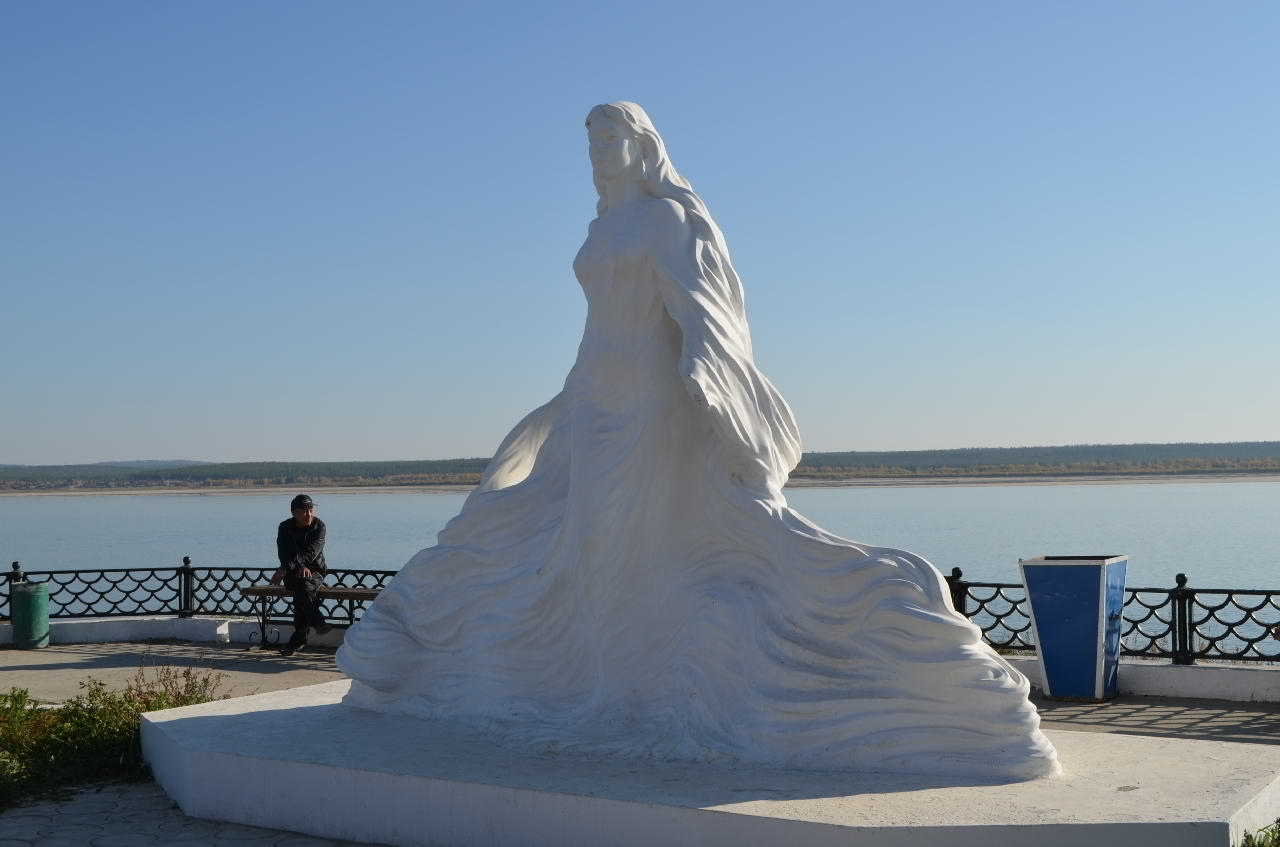
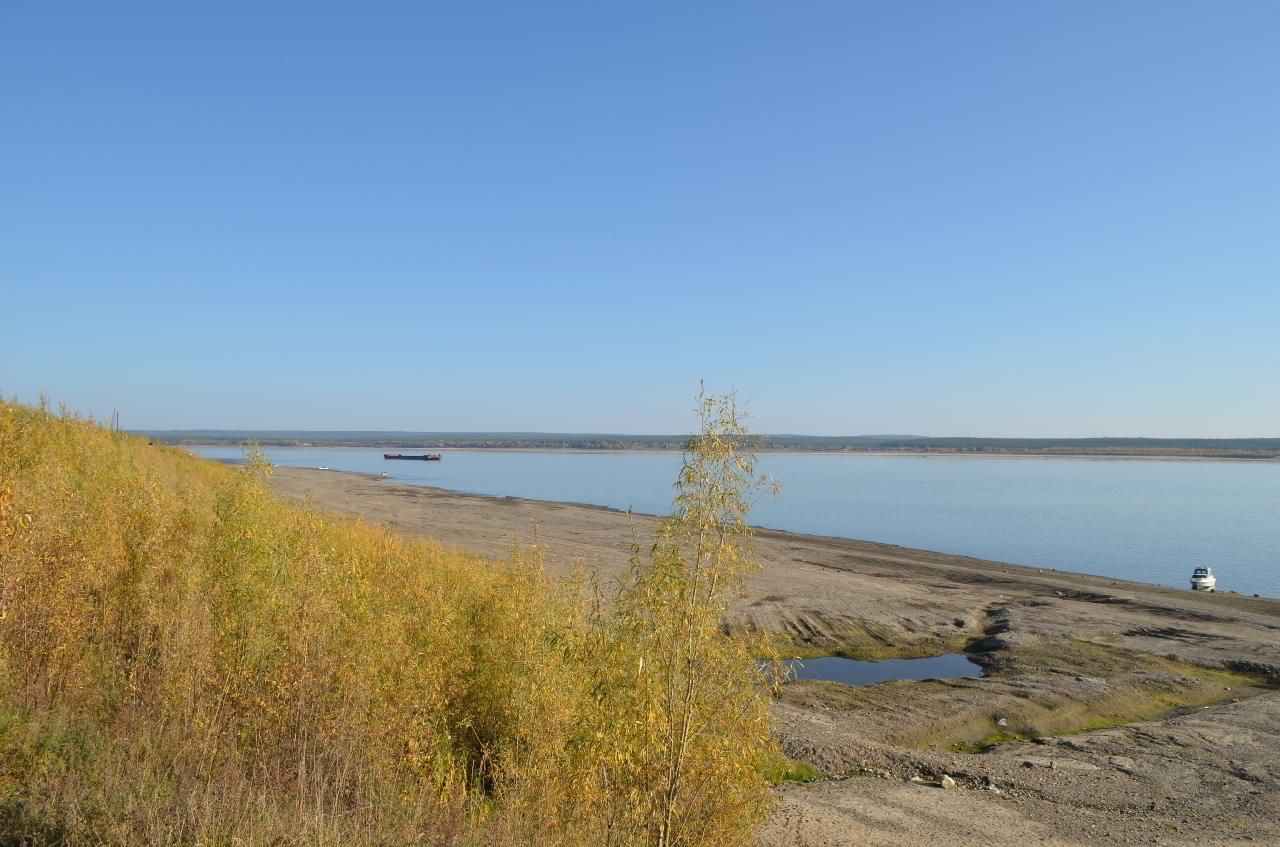
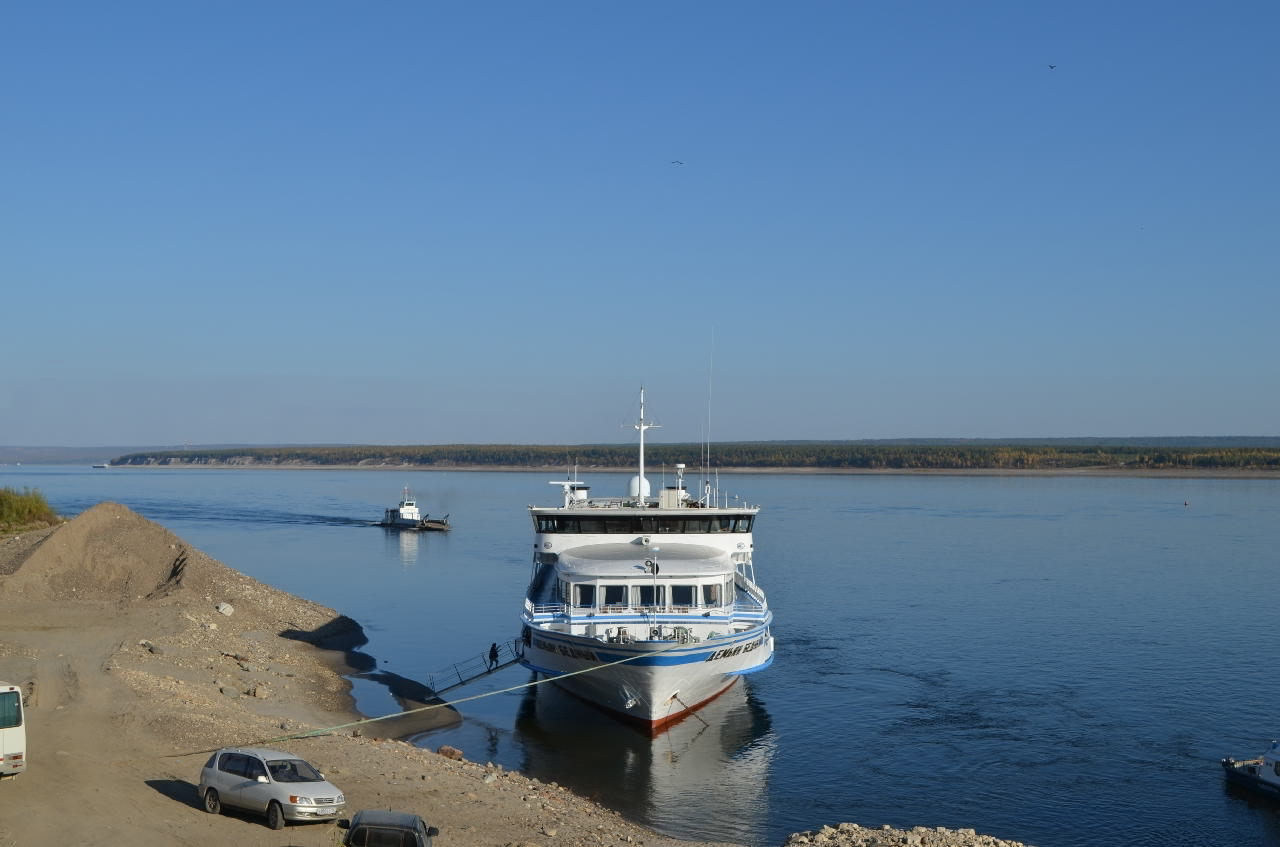

## Demografía
| Gráfica de evolución de Oliókminsk entre 1855 y 2018 |
|                                                      |

## Clima
| Parámetros climáticos promedio de Oliókminsk (1991-2020) | Parámetros climáticos promedio de Oliókminsk (1991-2020) | Parámetros climáticos promedio de Oliókminsk (1991-2020) | Parámetros climáticos promedio de Oliókminsk (1991-2020) | Parámetros climáticos promedio de Oliókminsk (1991-2020) | Parámetros climáticos promedio de Oliókminsk (1991-2020) | Parámetros climáticos promedio de Oliókminsk (1991-2020) | Parámetros climáticos promedio de Oliókminsk (1991-2020) | Parámetros climáticos promedio de Oliókminsk (1991-2020) | Parámetros climáticos promedio de Oliókminsk (1991-2020) | Parámetros climáticos promedio de Oliókminsk (1991-2020) | Parámetros climáticos promedio de Oliókminsk (1991-2020) | Parámetros climáticos promedio de Oliókminsk (1991-2020) | Parámetros climáticos promedio de Oliókminsk (1991-2020) |
| Mes                                                      | Ene.                                                     | Feb.                                                     | Mar.                                                     | Abr.                                                     | May.                                                     | Jun.                                                     | Jul.                                                     | Ago.                                                     | Sep.                                                     | Oct.                                                     | Nov.                                                     | Dic.                                                     | Anual                                                    |
| -------------------------------------------------------- | -------------------------------------------------------- | -------------------------------------------------------- | -------------------------------------------------------- | -------------------------------------------------------- | -------------------------------------------------------- | -------------------------------------------------------- | -------------------------------------------------------- | -------------------------------------------------------- | -------------------------------------------------------- | -------------------------------------------------------- | -------------------------------------------------------- | -------------------------------------------------------- | -------------------------------------------------------- |
| Temp. máx. abs. (°C)                                     | 2.0                                                      | 1.0                                                      | 11.2                                                     | 18.8                                                     | 31.1                                                     | 35.4                                                     | 36.5                                                     | 37.7                                                     | 26.6                                                     | 18.2                                                     | 6.1                                                      | -0.7                                                     | 37.7                                                     |
| Temp. máx. media (°C)                                    | -26.0                                                    | -19.9                                                    | -7.7                                                     | 4.0                                                      | 13.8                                                     | 23.0                                                     | 25.1                                                     | 21.3                                                     | 11.8                                                     | -0.5                                                     | -16.4                                                    | -26.8                                                    | 0.1                                                      |
| Temp. media (°C)                                         | -30.0                                                    | -25.4                                                    | -14.8                                                    | -2.4                                                     | 7.4                                                      | 15.9                                                     | 18.5                                                     | 14.7                                                     | 6.2                                                      | -4.7                                                     | -20.4                                                    | -30.5                                                    | -5.5                                                     |
| Temp. mín. media (°C)                                    | -33.9                                                    | -30.3                                                    | -21.6                                                    | -8.9                                                     | 1.1                                                      | 8.7                                                      | 12.2                                                     | 8.9                                                      | 1.3                                                      | -8.7                                                     | -24.4                                                    | -34.3                                                    | -10.8                                                    |
| Temp. mín. abs. (°C)                                     | -60.1                                                    | -57.6                                                    | -47.4                                                    | -35.1                                                    | -16.1                                                    | -4.7                                                     | 0.2                                                      | -4.7                                                     | -13.7                                                    | -32.1                                                    | -49.1                                                    | -57.2                                                    | -60.1                                                    |
| Precipitación total (mm)                                 | 17                                                       | 14                                                       | 10                                                       | 10                                                       | 36                                                       | 40                                                       | 58                                                       | 56                                                       | 43                                                       | 21                                                       | 23                                                       | 19                                                       | 347                                                      |
| Nevadas (cm)                                             | 36                                                       | 43                                                       | 47                                                       | 29                                                       | 1                                                        | 0                                                        | 0                                                        | 0                                                        | 0                                                        | 4                                                        | 17                                                       | 27                                                       | 204                                                      |
| Días de lluvias (≥ 1 mm)                                 | 0                                                        | 0                                                        | 0.2                                                      | 3                                                        | 15                                                       | 16                                                       | 15                                                       | 15                                                       | 17                                                       | 5                                                        | 0.1                                                      | 0                                                        | 86.3                                                     |
| Días de nevadas (≥ 1 mm)                                 | 27                                                       | 24                                                       | 18                                                       | 13                                                       | 6                                                        | 1                                                        | 0                                                        | 0                                                        | 5                                                        | 23                                                       | 27                                                       | 27                                                       | 171                                                      |
| Horas de sol                                             | 38                                                       | 116                                                      | 211                                                      | 249                                                      | 268                                                      | 295                                                      | 308                                                      | 241                                                      | 152                                                      | 93                                                       | 60                                                       | 17                                                       | 2048                                                     |
| Humedad relativa (%)                                     | 80                                                       | 79                                                       | 71                                                       | 60                                                       | 57                                                       | 63                                                       | 69                                                       | 74                                                       | 75                                                       | 77                                                       | 82                                                       | 80                                                       | 72.3                                                     |
| Fuente n.º 1: Погода и климат                            |                                                          |                                                          |                                                          |                                                          |                                                          |                                                          |                                                          |                                                          |                                                          |                                                          |                                                          |                                                          |                                                          |
| Fuente n.º 2: NOAA (Horas de sol, 1961-1990)             |                                                          |                                                          |                                                          |                                                          |                                                          |                                                          |                                                          |                                                          |                                                          |                                                          |                                                          |                                                          |                                                          |